# Liste der State-, U.S.- und Interstate-Highways in Nevada
Dies ist eine Aufstellung von State Routes, U.S. Highways und Interstates im US-Bundesstaat Nevada, nach Nummern.

Blankoschild ohne Nummer

## State Routes

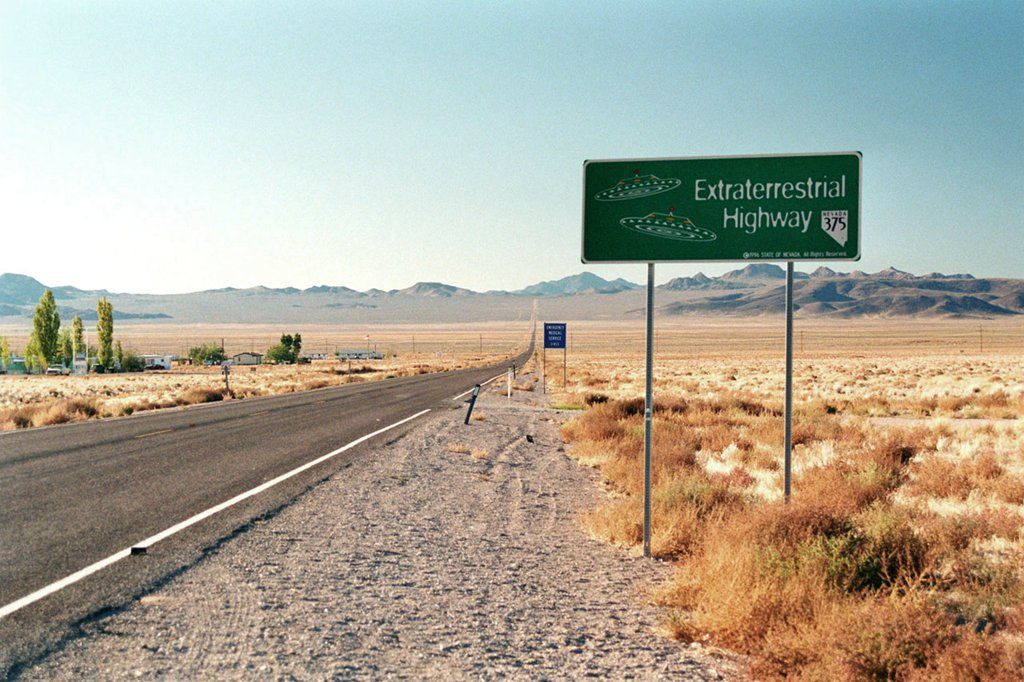
Der "Extraterrestrial Highway" 375

Gegenwärtige Strecken:
- Nevada State Route 28
- Nevada State Route 88
- Nevada State Route 115
- Nevada State Route 116
- Nevada State Route 117
- Nevada State Route 118
- Nevada State Route 119
- Nevada State Route 120
- Nevada State Route 121
- Nevada State Route 140
- Nevada State Route 146
- Nevada State Route 147
- Nevada State Route 153
- Nevada State Route 156
- Nevada State Route 157
- Nevada State Route 158
- Nevada State Route 159
- Nevada State Route 160
- Nevada State Route 161
- Nevada State Route 163
- Nevada State Route 164
- Nevada State Route 165
- Nevada State Route 168
- Nevada State Route 169
- Nevada State Route 170
- Nevada State Route 171
- Nevada State Route 206
- Nevada State Route 207
- Nevada State Route 208
- Nevada State Route 221
- Nevada State Route 223
- Nevada State Route 225
- Nevada State Route 226
- Nevada State Route 227
- Nevada State Route 228
- Nevada State Route 229
- Nevada State Route 230
- Nevada State Route 231
- Nevada State Route 232
- Nevada State Route 233
- Nevada State Route 264
- Nevada State Route 265
- Nevada State Route 266
- Nevada State Route 267
- Nevada State Route 278
- Nevada State Route 289
- Nevada State Route 290
- Nevada State Route 292
- Nevada State Route 293
- Nevada State Route 294
- Nevada State Route 304
- Nevada State Route 305
- Nevada State Route 306
- Nevada State Route 317
- Nevada State Route 318
- Nevada State Route 319
- Nevada State Route 320
- Nevada State Route 321
- Nevada State Route 322
- Nevada State Route 338
- Nevada State Route 339
- Nevada State Route 340
- Nevada State Route 341
- Nevada State Route 342
- Nevada State Route 359
- Nevada State Route 360
- Nevada State Route 361
- Nevada State Route 362
- Nevada State Route 372
- Nevada State Route 373
- Nevada State Route 374
- Nevada State Route 375
- Nevada State Route 376
- Nevada State Route 377
- Nevada State Route 379
- Nevada State Route 396
- Nevada State Route 397
- Nevada State Route 398
- Nevada State Route 399
- Nevada State Route 400
- Nevada State Route 401
- Nevada State Route 425
- Nevada State Route 426
- Nevada State Route 427
- Nevada State Route 429
- Nevada State Route 430
- Nevada State Route 431
- Nevada State Route 443
- Nevada State Route 445
- Nevada State Route 446
- Nevada State Route 447
- Nevada State Route 487
- Nevada State Route 488
- Nevada State Route 490
- Nevada State Route 511
- Nevada State Route 512
- Nevada State Route 513
- Nevada State Route 516
- Nevada State Route 518
- Nevada State Route 520
- Nevada State Route 525
- Nevada State Route 529
- Nevada State Route 530
- Nevada State Route 531
- Nevada State Route 535
- Nevada State Route 562
- Nevada State Route 564
- Nevada State Route 573
- Nevada State Route 574
- Nevada State Route 578
- Nevada State Route 579
- Nevada State Route 582
- Nevada State Route 589
- Nevada State Route 592
- Nevada State Route 593
- Nevada State Route 594
- Nevada State Route 595
- Nevada State Route 596
- Nevada State Route 599
- Nevada State Route 602
- Nevada State Route 604
- Nevada State Route 610
- Nevada State Route 612
- Nevada State Route 646
- Nevada State Route 647
- Nevada State Route 648
- Nevada State Route 650
- Nevada State Route 651
- Nevada State Route 653
- Nevada State Route 655
- Nevada State Route 660
- Nevada State Route 663
- Nevada State Route 667
- Nevada State Route 668
- Nevada State Route 671
- Nevada State Route 673
- Nevada State Route 705
- Nevada State Route 715
- Nevada State Route 718
- Nevada State Route 720
- Nevada State Route 722
- Nevada State Route 723
- Nevada State Route 726
- Nevada State Route 739
- Nevada State Route 756
- Nevada State Route 757
- Nevada State Route 759
- Nevada State Route 760
- Nevada State Route 766
- Nevada State Route 767
- Nevada State Route 773
- Nevada State Route 774
- Nevada State Route 780
- Nevada State Route 781
- Nevada State Route 787
- Nevada State Route 789
- Nevada State Route 794
- Nevada State Route 795
- Nevada State Route 796
- Nevada State Route 806
- Nevada State Route 816
- Nevada State Route 822
- Nevada State Route 823
- Nevada State Route 824
- Nevada State Route 825
- Nevada State Route 827
- Nevada State Route 828
- Nevada State Route 829
- Nevada State Route 839
- Nevada State Route 844
- Nevada State Route 854
- Nevada State Route 856
- Nevada State Route 858
- Nevada State Route 860
- Nevada State Route 877
- Nevada State Route 878
- Nevada State Route 880
- Nevada State Route 892
- Nevada State Route 893
- Nevada State Route 894
- Nevada State Route 895

## U.S. Highways

### Gegenwärtige Strecken
- U.S. Highway 6
- U.S. Highway 50

- U.S. Highway 50 Alternate (Nevada)
- U.S. Highway 93
- U.S. Highway 95
- U.S. Highway 95 Alternate
- U.S. Highway 395

### Außer Dienst gestellte Strecken
- U.S. Highway 40
- U.S. Highway 91
- U.S. Highway 466

## Interstate Highways

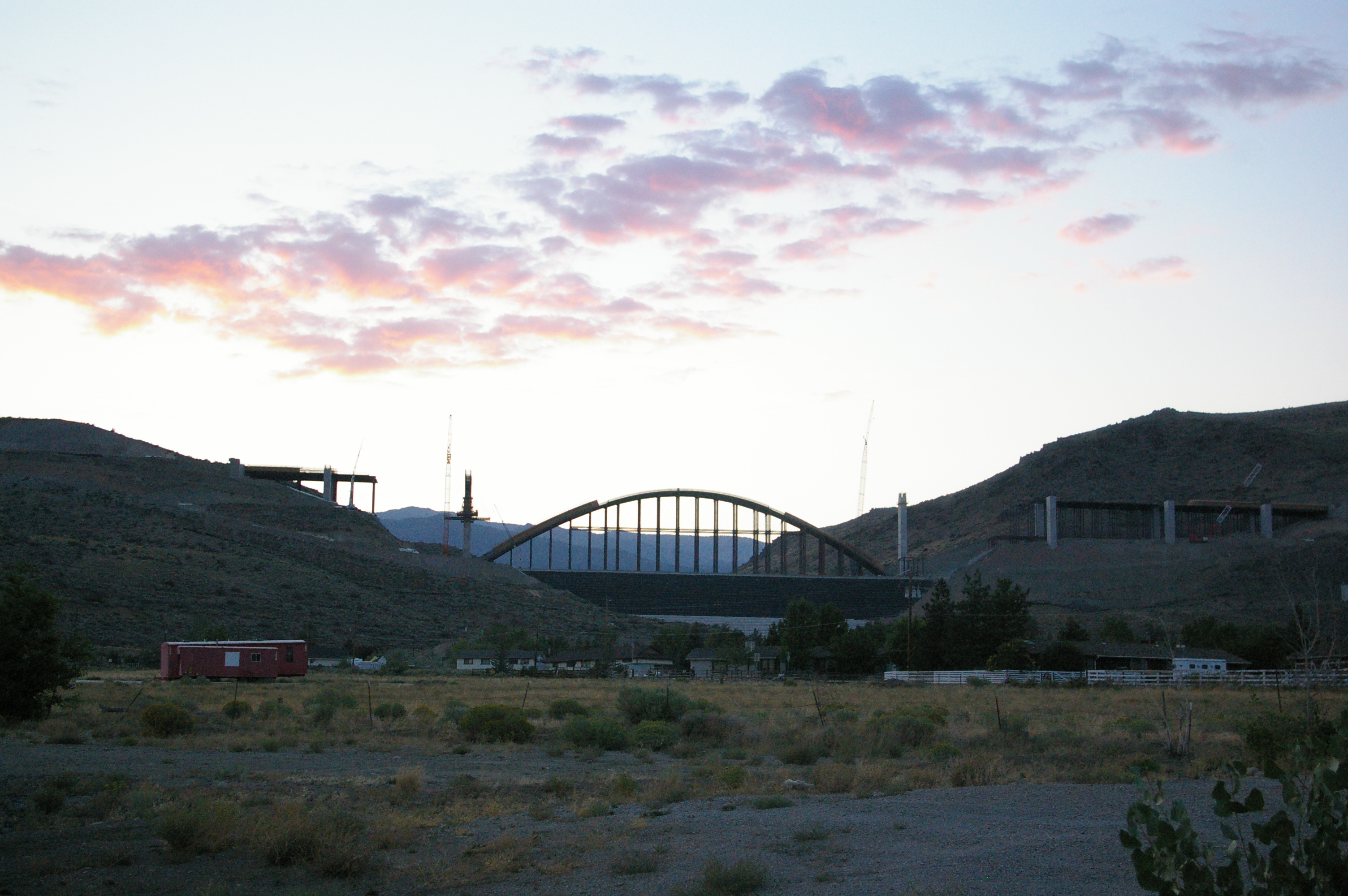
Interstate 580; Baustelle der Galena Creek Bridge

Gegenwärtige Strecken:
- Interstate 15
- Interstate 80
- Interstate 215
- Interstate 515
- Interstate 580